# Rolf Pfeifer
Rolf Pfeifer (Zúric, Suïssa, 24 de Febrer de 1947) va ser professor al Departament d'Informàtica de la Universitat de Zúric. Aconseguí la seua mestria en Física i Matemàtiques i el seu doctorat en Informàtica, per l'Escola Federal Politècnica de Zuric (ETH), Suïssa.

## Carrera
Després de passar tres anys com a becari postdoctoral a la Universitat Carnegie Mellon i a la Universitat Yale als EUA, el 1987 comença a ensenyar a la Universitat de Zúric, com a professor d'informàtica. Dins del Departament d'Informàtica, va crear el Laboratori d'Intel·ligència Artificial, que va dirigir fins a la seua jubilació el 31 de Juliol de 2014, i on amb altres col·legues va desenvolupar Roboy, un projecte de robot humanoide, amb 48 músculs i que podia parlar. Pfeifer, ha estat considerat un pioner als camps de la intel·ligència artificial integrada i la robòtica tova, conceptes que han tingut un impacte decisiu en el desenvolupament de la intel·ligència artificial i la robòtica.
Els seus interessos de recerca es troben en les àrees de la cognició corporitzada, la biorobòtica, l'evolució artificial i la morfogènesi, l'autoreconfiguració i l'autoreparació, i la tecnologia educativa.
Després de treballar com a professor visitant i investigador a la Universitat Lliure de Brussel·les, al laboratori d'Intel·ligència Artificial del MIT a Cambridge, Massachusetts (EUA), a l'Institut de Neurociències (NSI) a San Diego (EUA), i al Sony Computer Science Laboratory de París, a França.
Al curs 2003-2004 la Universitat de Tòquio, el va triar «21st Century COE Professor, Information Science and Technology»; allà va començar «The AI Lectures from Tokyo», el primer cicle global de conferències, totalment interactiu i basat en videoconferències. Aquestes conferències van passar a anomenar-se «The ShanghAI Lectures 1.1», que es van emetre des de la Universitat Jiao Tong de Shanghai el 2009, i el 2010, des de Zúric i la Universitat de Salford, al Regne Unit. El projecte va tindre com a objectiu, construir una comunitat intercultural mundial i una font de coneixement en intel·ligència corporitzada i àrees relacionades.
Durant l'any 2009 també va ser professor visitant a la Scuola Superiore Sant'Anna de Pisa, Itàlia, i a de l'Institut de Robòtica i Processament Intel·ligent de la Informació de la Universitat Jiao Tong de Shanghai, a la Xina i de la Universitat d'Osaka, al Japó. També al 2009 va ser nomenat «Membre de l'Escola d'Enginyeria» de la Universitat de Tòquio.
Va ser cofundador i director adjunt de l'NCCR Robotics de Suïssa i membre de l'equip FET Flagship Pilot session «The Dream of Robot Companions
for Citizens», així com membre del Comitè «Tecnologia en Intel·ligència Artificial» de Zúric, Suïssa.

## Llibres
- Pfeifer, Rolf; Scheier, Christian. MIT Press. Understanding Intelligence, 27 Juliol 2001. ISBN 9780262661256.
- Pfeifer, Rolf; Bongard, Josh. MIT Press. How the Body Shapes the Way We Think. A New View of Intelligence, 27 octubre 2006. ISBN 9780262537421.
- Pfeifer, Rolf; Bongard, Josh; Berry, Don. Grin Verlag. Designing Intelligence: Why Brains Aren't Enough, 31 Gener 2011. ISBN 3640812212.